# Paracles ursina
Paracles ursina là một loài bướm đêm thuộc phân họ Arctiinae, họ Erebidae.